# Мур, Грэм (футболист)
Грэм Мур (англ. Graham Moore; 7 марта 1941, Hengoed, Кайрфилли — 9 февраля 2016) — валлийский футболист. Играл на позиции полузащитника. В общей сложности провёл около 400 матчей в Английской футбольной лиге.

## Клубная карьера
Молодёжную карьеру провёл в «Баргод», где был замечен представителями клуба «Кардифф Сити». После года игры за дубль валлийского клуба, в сентябре 1958 года он дебютировал за основную команду в матче против «Брайтон энд Хоув Альбион», в котором также отметился забитым голом. В следующем году он сыграл 41 матч и помог команде выйти в первый дивизион. Из-за финансовых проблем Мур в декабре 1961 года перешёл в «Челси» за 35 000 фунтов и помог «синим» также выйти в первый дивизион. В 1963 году за такую же стоимость был продан в «Манчестер Юнайтед».
Во время пребывания в составе «красных дьяволов» часто подвергался травмам и покинул клуб, проведя в нём только один сезон. После играл за «Нортгемптон Таун», «Чарльтон Атлетик» и «Донкастер Роверс». В последнем в 1974 году закончил профессиональную карьеру.

## Карьера за сборную
Дебют за национальную сборную Уэльса состоялся 17 октября 1959 года в матче против сборной Англии (1:1), в котором также отметился забитым голом. Всего Робертс провёл за сборную 21 матч и забил 1 гол.

## Награды
Мур в 1959 году был удостоен награды «Спортсмена года Уэльса по версии BBC».